# Долгово-Сабуров, Александр Сергеевич
Алекса́ндр Серге́евич Долгово́-Сабу́ров (1851—1916) — минский губернский предводитель дворянства, гофмейстер.

## Биография
Родился 7 (19) июля 1851 года. Происходил из потомственных дворян Могилёвской губернии. Землевладелец той же губернии (приобретенные 1514 десятин).
По окончании Александровского лицея в 1871 году поступил на службу в Министерство юстиции и был откомандирован для занятий в Черниговскую палату уголовного и гражданского суда. Занимал должности и. д. судебного следователя 2-го участка Суражского уезда (1873) и судебного следователя того же участка (1874—1876). В 1876 году назначен был товарищем прокурора Петроковского окружного суда.
В 1881 году перешел в Министерство внутренних дел и был назначен в канцелярию виленского генерал-губернатора на должность начальника отделения канцелярии. В 1887 году был назначен новогрудским уездным предводителем дворянства. В 1894 году был назначен черниговским вице-губернатором, а в 1902 году переведен на ту же должность в Виленскую губернию. В 1897 году был произведен в действительные статские советники. В 1904 году был назначен минским губернским предводителем дворянства, в каковой должности состоял до 1916 года. В 1913 году был пожалован в гофмейстеры. Принимал участие во многих административных комиссиях Западного края. Состоял членом многих общественных и благотворительных учреждений.
Скончался 16 (29) декабря 1916 года в своем имении Закружье Гомельского уезда Могилевской губернии. Был женат на Александре Ивановне Кахановой (р. 1855), дочери И. С. Каханова.

## Награды
- Орден Святого Станислава 3-й ст. (1890)
- Орден Святой Анны 3-й ст. (1893)
- Орден Святого Станислава 2-й ст. (1895)
- Орден Святого Владимира 4-й ст. (1899)
- Орден Святого Владимира 3-й ст. (1903)
- Орден Святого Станислава 1-й ст. (1907)
- Орден Святой Анны 1-й ст. (1910)

- медаль «В память коронации императора Александра III»
- медаль «В память царствования императора Александра III»
- медаль «За труды по первой всеобщей переписи населения»
- медаль «В память 300-летия царствования дома Романовых»
- Знак отличия «за труды по землеустройству»

Иностранные:
- бухарский Орден Золотой звезды 1-й ст. (1898).